# Гановертон (Огайо)
Гановертон (англ. Hanoverton) — селище (англ. village) в США, в окрузі Коламбіана штату Огайо. Населення — 354 особи (2020).

## Географія
Гановертон розташований за координатами 40°45′17″ пн. ш. 80°56′8″ зх. д. / 40.75472° пн. ш. 80.93556° зх. д. (40.754695, -80.935493).  За даними Бюро перепису населення США в 2010 році селище мало площу 1,80 км², уся площа — суходіл.

## Демографія
Згідно з переписом 2010 року, у селищі мешкало 408 осіб у 162 домогосподарствах у складі 115 родин. Густота населення становила 227 осіб/км².  Було 175 помешкань (97/км²).
Расовий склад населення:
| - 100,0 % — білих |

До двох чи більше рас належало 0,0 %. Частка іспаномовних становила 0,0 % від усіх жителів.
За віковим діапазоном населення розподілялося таким чином: 23,8 % — особи молодші 18 років, 60,8 % — особи у віці 18—64 років, 15,4 % — особи у віці 65 років та старші. Медіана віку мешканця становила 39,6 року. На 100 осіб жіночої статі у селищі припадало 91,5 чоловіків;  на 100 жінок у віці від 18 років та старших — 87,3 чоловіків також старших 18 років.
Середній дохід на одне домашнє господарство  становив 46 283 долари США (медіана — 36 250), а середній дохід на одну сім'ю — 56 707 доларів (медіана — 52 250). Медіана доходів становила 33 250 доларів для чоловіків та 27 031 долар для жінок. За межею бідності перебувало 16,8 % осіб, у тому числі 32,9 % дітей у віці до 18 років та 1,4 % осіб у віці 65 років та старших.
Цивільне працевлаштоване населення становило 172 особи. Основні галузі зайнятості: роздрібна торгівля — 25,6 %, виробництво — 24,4 %, освіта, охорона здоров'я та соціальна допомога — 18,6 %.